# پنی وانگ
پنی وانگ (انگلیسی: Penny Wong؛ زادهٔ ۵ نوامبر ۱۹۶۸) سیاستمدار اهل استرالیا است که از ۲۳ مه ۲۰۲۲ تا کنون وزیر امورخارجه استرالیا می‌باشد.